# Biliardo inglese
Il biliardo inglese (o carambola inglese) english billiards o più semplicemente billiards, è una specialità del biliardo originaria della Gran Bretagna.
Si gioca su un tavolo da snooker (campo da gioco 3569 mm per 1778 mm), con 3 bilie da snooker (da 52,5 mm), una bianca, una gialla e una rossa.
Analogamente al biliardo all'italiana e alla carambola, ognuno dei due contendenti ha una propria biglia battente, la bianca per il giocatore A e la gialla per il giocatore B.
Ad ogni tiro i giocatori devono colpire una fra la bilia battente avversaria e la rossa e, con imbucate e/o carambole, realizzare punti. Il giocatore che realizza punti continua a giocare.

## Inizio del gioco
Per decidere chi inizia a giocare viene effettuato il "lag" (chi si avvicina di più alla sponda corta da cui si tira, colpendo l'altra sponda corta).
La biglia rossa è posizionata sullo "spot" (posizione della bilia nera nello snooker) e il giocatore che ha vinto il lag ha bilia in mano all'interno della "D" dietro la baulk-line, linea che delimita il quarto di biliardo opposto allo spot della rossa.
La biglia dell'avversario non viene posizionata sul tavolo fintanto che non sarà il suo turno di gioco. A quel punto anche lui partirà bilia in mano dalla "D".

## Realizzare i punti
- Carambola ("cannon") - Colpire con la propria biglia battente, prima l'avversaria e poi la rossa o viceversa: 2 punti
- Azzardo vincente ("winning hazard") (o comunemente "imbucata")
Mandare in buca la biglia rossa con la propria bilia battente: 3 punti
Oppure mandare in buca la biglia avversaria con la propria bilia battente: 2 punti
- Azzardo perdente ("losing hazard"') (o comunemente nel pool o nel biliardo all'italiana "bevuta")
Mandare in buca la propria biglia battente dopo aver colpito la bilia rossa: 3 punti
Mandare in buca la propria biglia battente dopo aver colpito la bilia avversaria: 2 punti
I punti possono essere cumulati all'interno dello stesso tiro, combinando le varie giocate. Il massimo punteggio realizzabile con un tiro è quindi 10: la biglia rossa e quella avversaria vengono imbucate tramite una carambola (in cui la rossa viene colpita per prima) e la biglia battente finisce in buca anch'essa (carambola + azzardo vincente rossa + azzardo vincente avversaria + azzardo perdente rossa: 2+3+2+3=10).
Vince il giocatore che raggiunge un determinato limite di punti o termina con un punteggio superiore all'avversario dopo un limite di tempo prestabilito (in questo caso viene fissato un limite di tempo per ogni tiro).

## Altre regole
- Quando la rossa viene imbucata, viene posizionata sul suo spot. Dopo che la rossa viene imbucata due volte senza una carambola o un azzardo perdente, viene posizionata sullo spot centrale (blu nello snooker). Se lo spot centrale è occupato, va sul pyramid spot (rosa nello snooker). Se entrambi gli spot alternativi sono occupati, va nel suo spot. Se viene imbucata dallo spot centrale o dal pyramid, ritorna nel suo spot.
- Dopo un azzardo perdente, il giocatore prosegue posizionando la battente nella "D" (bilia in mano). Giocando bilia in mano, bisogna colpire una sponda prima di colpire una bilia che si trova nella zona "baulk" (quarto del biliardo opposto allo spot della rossa).
- Se non viene colpita alcuna bilia l'avversario riceve 2 punti.
- Quando la bilia avversaria viene imbucata, rimane in buca finché l'avversario non torna a giocare e a quel punto avrà bilia in mano nella "D". C'è però un'eccezione a questa regola: dopo aver effettuato 15 azzardi consecutivi, una carambola è richiesta per continuare il turno, quindi in quel caso la bilia avversaria viene posizionata sullo spot della marrone nello snooker (per essere colpita partendo dalla baulk zone con bilia in mano, dovrà essere effettuato un tiro di calcio).
- Se la bilia battente è incollata ad un'altra bilia, le bilie vanno riposizionate: rossa sul suo spot, avversaria sullo spot centrale e bilia battente "in mano" dalla "D".
- Gli incontri fra professionisti includono anche la seguente regola: all'interno dello stesso turno il giocatore sarà obbligato a far passare la bilia battente oltre la baulk-line ogni 100 punti, quando il break arriva fra gli 80 e i 99 punti.
- Possono essere giocati al massimo 15 azzardi consecutivi e 75 carambole consecutive. Al 16º azzardo e alla 76ª carambola viene commesso un fallo, l'avversario ottiene 2 punti e può decidere se giocare con le bilie come sono rimaste o farle riposizionare nei propri spot.